# Shoreham (Kent)
Shoreham – wieś w Anglii, w hrabstwie Kent, w dystrykcie Sevenoaks. Leży nad rzeką Darent, 26 km na zachód od miasta Maidstone i 29 km na południowy wschód od centrum Londynu.